# Husein Selimović
Pour les articles homonymes, voir Selimović.
Husein Selimović, né le 4 janvier 2001,, est un coureur cycliste bosnien.

## Biographie
Husein Selimović commence le cyclisme en 2014, vers l'âge de treize ans. Il prend sa première licence au Biciklističkom klubu Zmaj de Tuzla. Grand espoir du cyclisme bosnien, il se considère avant tout comme un sprinteur. Son modèle d'inspiration est Peter Sagan. 
En 2017, il participe au Festival olympique de la jeunesse européenne, son premier grand événement international, où il se classe 17e de l'épreuve en ligne. Il se distingue ensuite sur le territoire roumain en terminant deuxième du championnat des Balkans du contre-la-montre dans la catégorie des cadets. L'année suivante, il s'impose sur la course en ligne et le contre-la-montre des championnats de Bosnie-Herzégovine juniors. Il représente également son pays lors des championnats d'Europe juniors de Zlín. En 2019, il conserve ses deux titres nationaux juniors. 
En 2021, il termine deuxième du championnat de Bosnie-Herzégovine du contre-la-montre parmi les espoirs. Lors de la saison 2022, il s'illustre au mois de septembre en s'imposant sur une étape du Tour de Serbie. Il s'agit du meilleur résultat pour la Bosnie-Herzégovine au cours des 20 dernières années pour le cyclisme sur route.

## Palmarès et résultats

### Palmarès par année
- 2017
  -  Champion de Bosnie-Herzégovine sur route cadets[7]
  -  Champion de Bosnie-Herzégovine de la montagne cadets[8]
  -  Médaillé d'argent du championnat des Balkans du contre-la-montre cadets
- 2018
  -  Champion de Bosnie-Herzégovine sur route juniors
  -  Champion de Bosnie-Herzégovine du contre-la-montre juniors
- 2019
  -  Champion de Bosnie-Herzégovine sur route juniors
  -  Champion de Bosnie-Herzégovine du contre-la-montre juniors
  - 3e du championnat de Bosnie-Herzégovine de la montagne juniors
- 2021
  - 2e du championnat de Bosnie-Herzégovine du contre-la-montre espoirs
- 2022
  -  Champion de Bosnie-Herzégovine sur route espoirs
  -  Champion de Bosnie-Herzégovine du contre-la-montre espoirs
  - 4e étape du Tour de Serbie
- 2023
  -  Champion de Bosnie-Herzégovine sur route
  -  Champion de Bosnie-Herzégovine du contre-la-montre espoirs
- 2024
  -  Champion de Bosnie-Herzégovine du contre-la-montre
  - 2e du championnat de Bosnie-Herzégovine sur route

### Classements mondiaux
| Année                                 | 2021  | 2022  | 2023 | 2024  |
| ------------------------------------- | ----- | ----- | ---- | ----- |
| Classement mondial                    | nc    | 1970e | 877e | 1002e |
| UCI Europe Tour                       | 1134e | 1262e | nc   | nc    |
|                                       |       |       |      |       |
| Légende : nc = non classéSource : UCI |       |       |      |       |